# Antiniana
L'Antiniana è un piccolo borgo che si trova nei Campi Flegrei, nei comuni di Pozzuoli e Napoli.

## Geografia
La località si sviluppa lungo l'omonima via, al confine tra Napoli e Pozzuoli, si trova a est di Pozzuoli, a sud di Pisciarelli, a sud-ovest della frazione napoletana di Agnano Terme e a nord-ovest del quartiere di Bagnoli. Il territorio è prevalentemente collinare, dista circa 3 km dal lungomare di via Napoli a Pozzuoli.

## Storia
Anticamente la zona era una vasta area paludosa, dove l'unico collegamento era una stradina, conosciuta per anni come (l'antica via Antiniana), costruita dai Greci, fu controllata dalla Civiltà romana intorno al II secolo a.C., secondo le fonti fu l'imperatore Traiano a potenziare il pericoloso passaggio con una strada più sicura, per velocizzare i traffici commerciali, 96 e il 102 d.C. L'antica via Antiniana raggiungeva comodamente la storica "via per Cryptam" Il toponimo di Antiniana fu presente nelle mappe sin dal XVIII secolo.